# Trichobilharzia regenti
Trichobilharzia regenti  é uma espécie de trematódeo da família Schistosomatidae. É um parasita de aves, principalmente da família Anatidae, mas que pode infectar o homem ocasionalmente causando uma dermatite cercarial.